# كولي والاس
كولي والاس (بالإنجليزية: Coley Wallace)‏ هو ملاكم وممثل أمريكي، ولد في 1927، وتوفي في 30 يناير 2005.

## وصلات خارجية
- كولي والاس على موقع بوكس ريك (الإنجليزية) (registration required)
- كولي والاس على موقع IMDb (الإنجليزية)
- كولي والاس على موقع قاعدة بيانات برودواي على الإنترنت (الإنجليزية)
- كولي والاس على موقع قاعدة بيانات الفيلم (الإنجليزية)